# ライオン衣類用ブリーチ
ライオン衣料用ブリーチ（ライオンいりょうようブリーチ）は、ライオンが業務用として発売している塩素系漂白剤。

## 成分
次亜塩素酸ナトリウム5%。他。

## 概要
ライオンの塩素系漂白剤は、家庭用としては1966年6月にライオンブリーチが発売されたが、商品としての売り上げは今ひとつだった。1975年6月からはブライトに変更して再発売されたが、のちに液体酸素系漂白剤に押されて生産中止となり、同社の酸素系漂白剤のブランド名となっている。
業務用として発売されている衣料用ブリーチは、小（1.5kg）、中（5kg）とあり、容器はマリンブルーのボトルで、キャップは小は青、中は白であり、小の方は家庭用塩素系漂白剤の特大ボトルとどことなく似ている。
どちらもライオンの字は小さくブリーチの字は大きく書かれていて、「真っ白に」の字も書いてある。なお、塩素系のため、「混ぜるな危険」の字も大きく書かれている。